# Trollhättebygdens fornminnesförening
Trollhättebygdens fornminnesförening är en hembygdsförening i Trollhättan.
Trollhättebygdens fornminnesförening bildades 1927 av bland andra Gustaf Lundén (1882-1959), som blev dess första ordförande. Ett tidigt mål var att med syftet att skaffa ett område för en blivande forngård. Föreningen fick disponera mark av Trollhättans kommun i stadsdelen Strömslund på västra sidan av Göta älv. Den första byggnaden som förvärvades var en ryggåsstuga från torpet Hästhagen i Väne-Åsaka. och med början 1934 flyttades rivningshotade byggnader till Strömslund.
Forngården invigdes 1938.
På Forngårdens område finns en bronsplakett över Gustaf Lundén, utförd av Erik Sand.